# 赫茨尔山广场

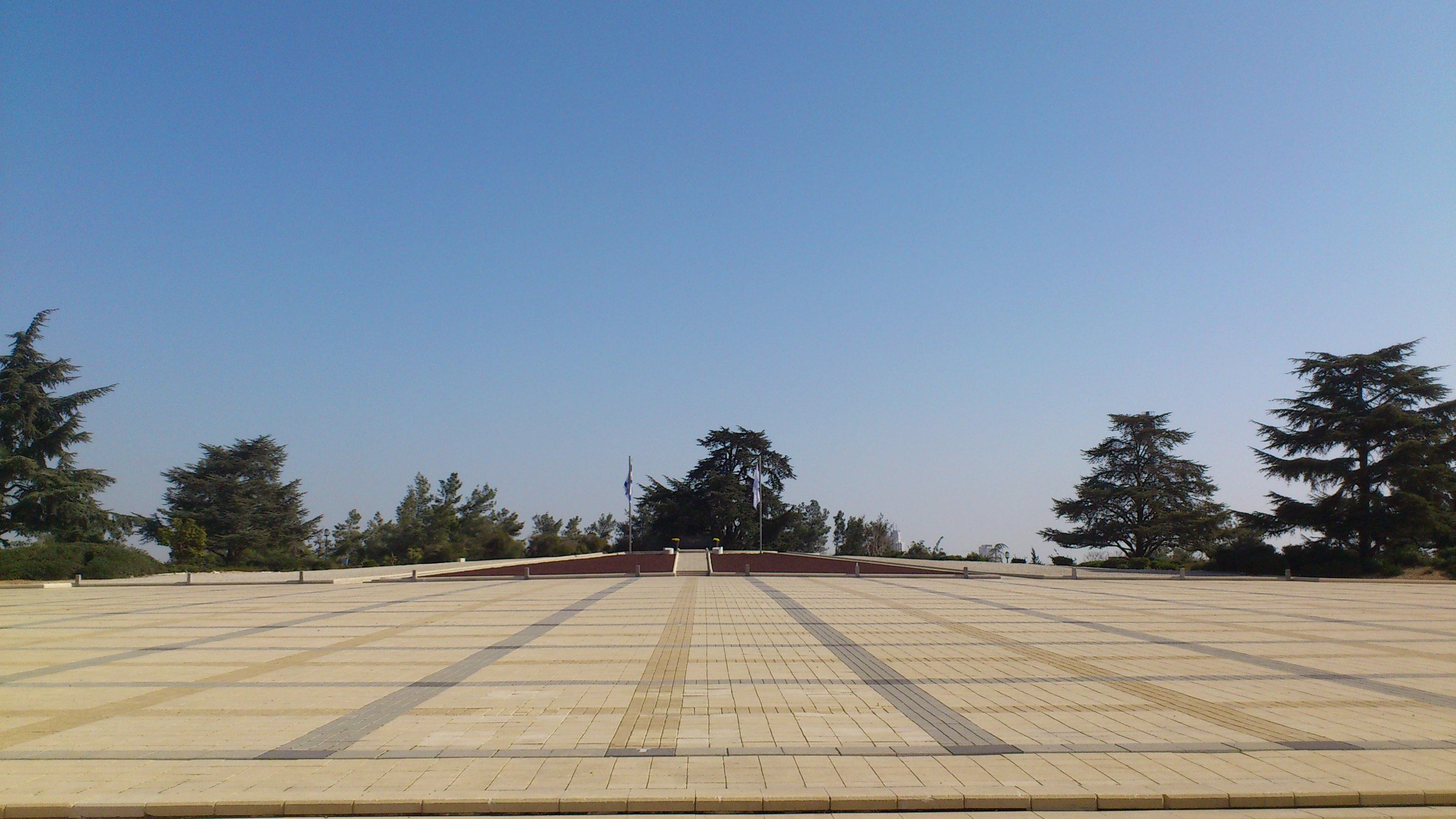

31°46′25.64″N 35°10′48.94″E / 31.7737889°N 35.1802611°E
赫茨尔山广场（英語：Mount Herzl Plaza；希伯來語：‎）是以色列耶路撒冷赫茨爾山的中央礼仪广场。这个广场每年用于以色列独立日的以色列独立日仪式。在广场的北边是现代政治犹太复国主义的创始人西奥多·赫茨尔的陵墓。广场位於赫茨爾山的最高点及国家公墓的中心。2012年4月18日，在独立日仪式的排练期间，一根电灯杆塌下，造成一个士兵死亡和另外7名士兵受伤。該名死亡的士兵被葬於附近的军人墓地。

## 画廊

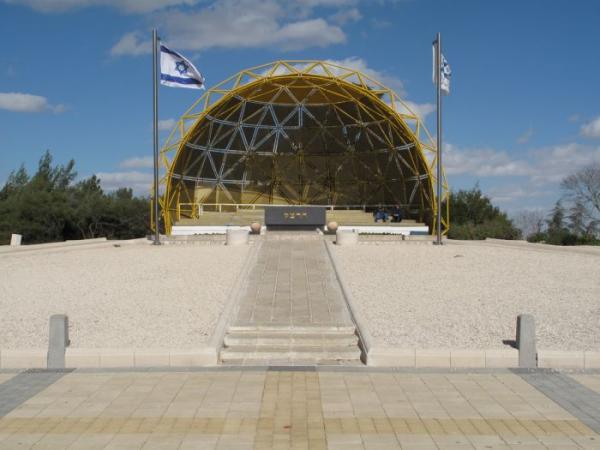
赫兹尔陵墓
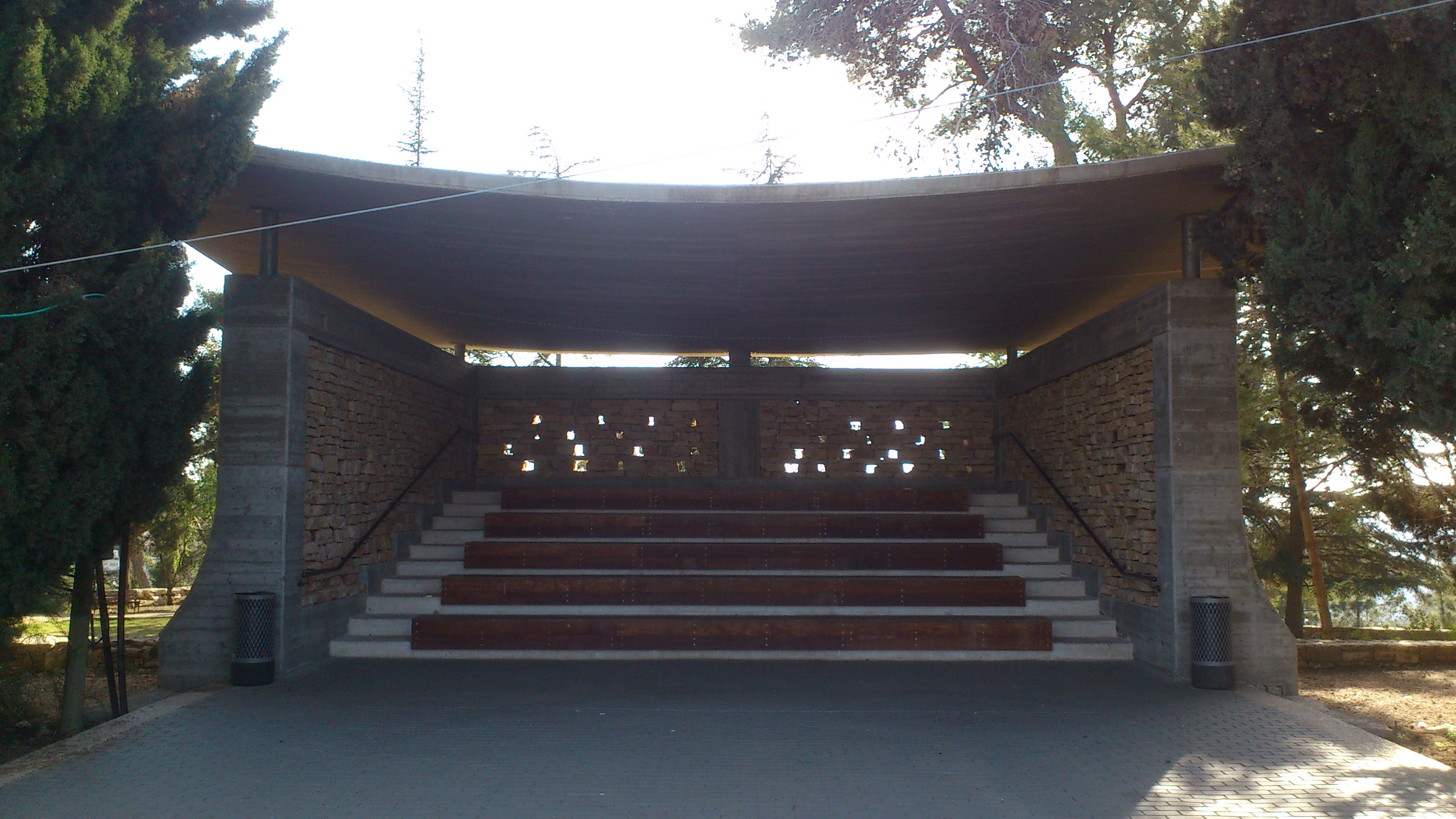
棚子观